# Fúlmine (pel·lícula)
Fúlmine és una pel·lícula argentina de 1949, basada en les historietes de Fúlmine, personatge creat pel dibuixant Guillermo Divito per a la revista Rico Tipo.
Pepe Arias és l'actor que representa al malastruc personatge protagonista.